# Albert Batteux
Albert Batteux (Reims, 9 de julho de 1919 – Meylan, 28 de fevereiro de 2003) foi um futebolista e treinador de futebol da França. 

## Carreira

### Treinador
Foi vice campeão da Taça dos Campeões Europeus 1955-56 ao perder a decisão por 4x3 para o Real Madrid.
Batteux dirigiu o elenco da França na Copa do Mundo de 1958. 

## Clubes

### Jogador
- 1937-1950: Stade de Reims  França

### Treinador
- 1950-1963: Stade de Reims  França
- 1955-1962:  França
- 1963-1967: Grenoble Foot 38  França
- 1967-1972: AS Saint-Etienne  França
- 1976-1977: Avignon Football  França
- 1979: OGC Nice  França
- 1980-1981: Olympique de Marseille  França